# Adel Dich
Adel Dich (Înobilează-te) este un film comic german produs în 2010 în regia lui "Tim Trageser" transmis pe postul ARD.

## Acțiune
Wendel Overmann este un reporter pensionat care trăiește în München. În urma unui test genetic află că mama care l-a crescut nu este mama lui adevărată. El s-a născut în timpul unui bombardament din timpul celui de al doilea război mondial. În același timp s-a născut în același spital copilul unui conte. Pornind de la premiza că a fost substituit cu celălalt nou născut, el este convins că de el este fiul contelui. Între timp Wendel care n-are o căsătorie fericită se îndrăgostește de soția contelui. Urmează o serie de scene comice, în film mai joacă Gisela Schneeberger, Elmar Wepper, Friedrich von Thun, Kathrin von Steinburg, Rita Russek, Elke Winkens și Wolfgang Böck. În cele din urmă se camerista contelui mărturisește că noul născut al contesei a fost o fată și în timpul bombardamenului, contesa l-a schimbat cu un băiat.
În concluzie nici unul din generația de după război a familiei  nu aveau nici un grad de rudenie cu strămoșii familiei nobiliare.

## Distribuție
- Friedrich von Thun
- Aleksandra Balmazovic
- Elke Winkens
- Elmar Wepper
- Gisela Schneeberger
- Wolfgang Böck
- Rita Russek
- Hans-Jochen Wagner
- Bibiane Zeller
- Kathrin von Steinburg
- Nico Hartung